# 毛木荷
毛木荷（学名：Schima villosa）为山茶科木荷属下的一个种。

## 扩展阅读
- 維基物種上的相關：毛木荷